# Circuito Internacional de Sentul
O Circuito Internacional de Sentul é um autódromo localizado em Sentul, na Indonésia, é considerado o principal autódromo do país, o circuito recebeu corridas da MotoGP na década de 1990.